# Acroneuria magnifica
Acroneuria magnifica är en bäcksländeart som beskrevs av Cao och Bae 2007. Acroneuria magnifica ingår i släktet Acroneuria och familjen jättebäcksländor. Inga underarter finns listade i Catalogue of Life.